# Heinz Patzelt

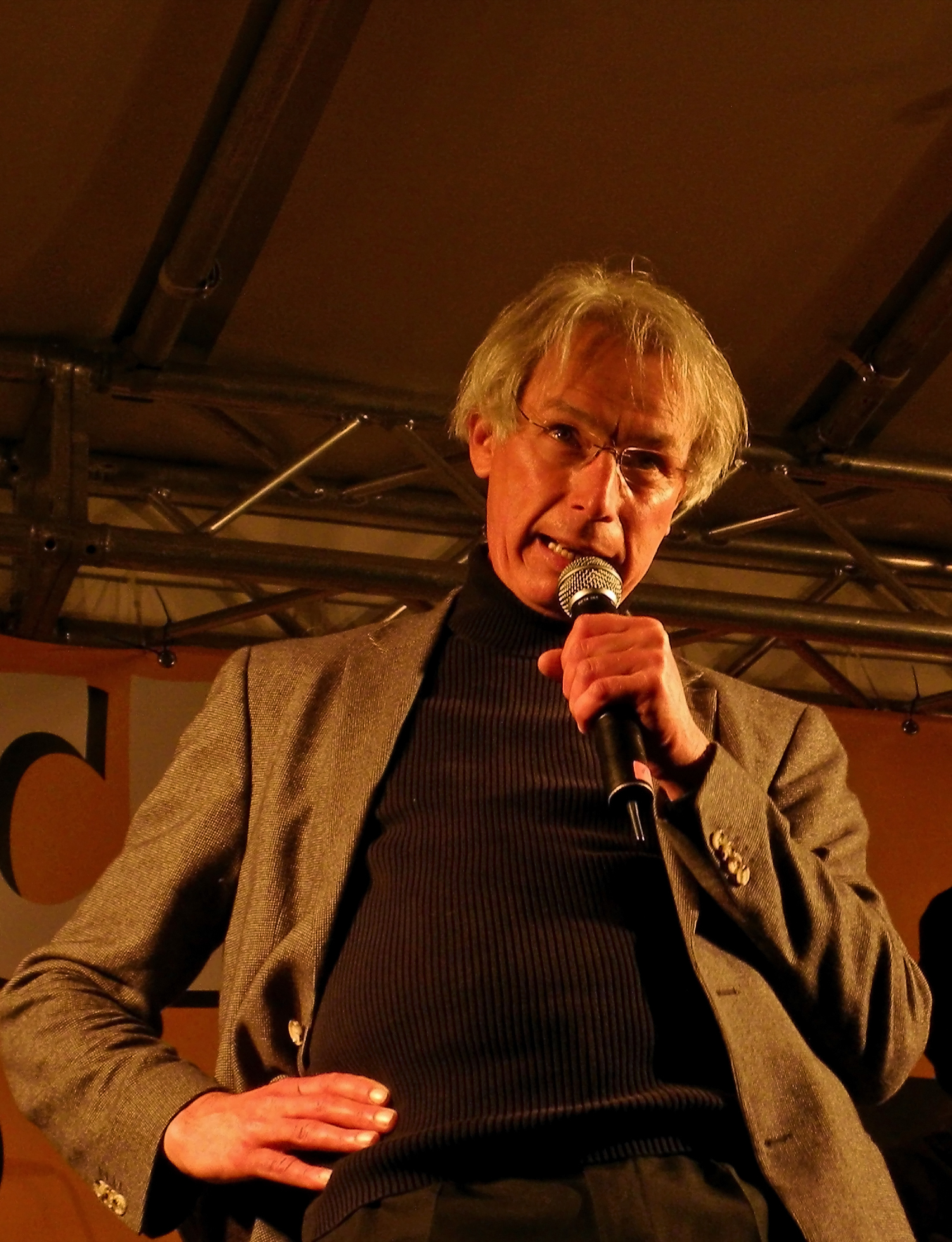
Heinz Patzelt (2011)

Heinz Patzelt (* 1957 in Wien) ist ein österreichischer Jurist. Von 1998 bis 2023 war er Generalsekretär von Amnesty International Österreich.

## Leben
Patzelt besuchte das Wiener Schottengymnasium und begann zunächst ein Technikstudium, bevor er sich der Jurisprudenz zuwandte und mit dem Magister abschloss. Schon während des Studiums arbeitete er bei einer Werbeagentur, danach für eine Anwaltskanzlei und ein Software-Unternehmen. Daneben war er viele Jahre ehrenamtlich bei den Maltesern als Rettungsfahrer, in der Behindertenbetreuung und im Katastrophenschutz tätig.
Von 1998 bis 2023 war Patzelt Generalsekretär von Amnesty International Österreich. Ihm folgten Aurélie Tournan und Shoura Zehetner-Hashemi, welche Amnesty seit 2023 als Doppelgeschäftsführung leiten.